# فیرلس رکوردز
فیرلس رکوردز (انگلیسی: Fearless Records) یک ناشر موسیقی مستقل آمریکایی مستقر در کال‌ور سیتی، کالیفرنیا است که از سال ۱۹۹۴ آغاز به کار کرد.